# Kutná Hora (distrito)
Kutná Hora é um distrito da República Checa na região de Boémia Central, com uma área de 917 km² com uma população de 73.628 habitantes (2002) e com uma densidade populacional de 80 hab/km².